# 維索基火山
52°26′N 157°56′E / 52.43°N 157.93°E
維索基火山（俄语：Высокий），是俄羅斯的火山，位於該國東部堪察加半島南部，處於阿薩恰火山和穆特洛夫斯基火山附近，海拔高度1,234米，山體由玄武岩形成。